# 阿庞库尔
阿庞库尔（法語：Happencourt，法語發音：[apɑ̃kuʁ]）是法国上法蘭西大區埃纳省的一个市镇，属于圣康坦区。

## 地理
阿庞库尔（49°46'40"N, 3°11'14"E）面积5.18 平方千米，位于法国上法蘭西大區埃纳省，该省份为法国北部内陆省份，北起北部省，西接索姆省和瓦兹省，东临阿登省和马恩省，西南至塞纳-马恩省，东北部与比利时接壤。
与阿庞库尔接壤的市镇（或旧市镇、城区）包括：阿尔唐普、弗吕基耶尔、鲁皮、大瑟罗库尔、蒂尼和蓬。

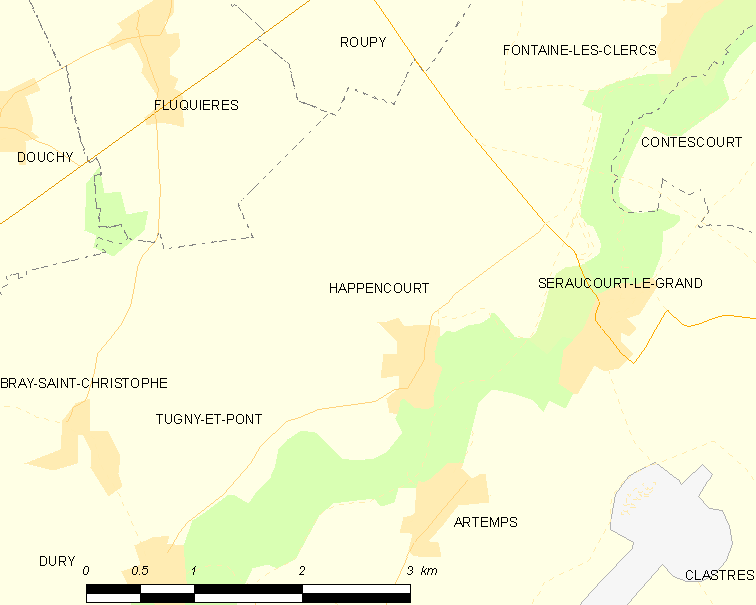
阿庞库尔的OSM定位图

阿庞库尔的时区为UTC+01:00、UTC+02:00（夏令时）。

## 行政
阿庞库尔的邮政编码为02480，INSEE市镇编码为02367。

## 政治
阿庞库尔所属的省级选区为里布蒙县。

## 人口

1962-2008年间阿庞库尔人口变化图示

阿庞库尔于2022年1月1日时的人口数量为176人。